# Massacre de Nainital
Le massacre de Nainital est un meurtre de masse survenu le 21 avril 1950 à Nainital, en Inde, lorsqu'un soldat gurkha ivre a poignardé 22 invités lors d'un mariage, tous apparemment mortellement.
L'homme, qui était armé d'une machette, a été enragé par un prêteur d'argent de basse caste épousant une fille de la caste brahmane de rang social supérieur, et a poignardé les membres de Harijan. Toutes ses victimes étaient des membres de la caste Harijan.